# Parodontite apicale acuta
Con il termine di parodontite apicale acuta, parodontite periapicale acuta o periodontite (peri) apicale acuta si definisce una patologia infiammatoria acuta dei tessuti periapicali del dente (legamento parodontale e osso alveolare) che si origina come conseguenza di patologie infettive acute o croniche dei tessuti interni del dente (endodonto). I sintomi principali sono il dolore acuto alla percussione e alla masticazione. La terapia di elezione è il trattamento endodontico, supportato quando necessario da una terapia farmacologica sintomatica volta a diminuire l'infiammazione (FANS), e talvolta da una terapia antibiotica.

## Eziologia
A causare l'infiammazione dei tessuti periapicali del dente è nella maggioranza dei casi una patologia infettiva interna dell'elemento dentario (pulpite) di solito in fase avanzata, a sua volta causata quasi sempre da una carie profonda, più raramente da lesioni traumatiche o lesioni non cariose del dente. L'infezione è di tipo misto, con prevalenza di anaerobi facoltativi/obbligati. Le specie più frequentemente riscontrabili appartengono ai generi Bacteroides, Fusobacterium, Peptostreptococcus, Actinomyces, Spirochaetes, e altri, presenti normalmente nella placca batterica.
Talvolta una forma di parodontite apicale acuta si instaura su una forma cronica rimasta per lungo tempo asintomatica (ascesso fenice). In questi casi la fonte è ugualmente batterica, e la manifestazione acuta sarà dovuta alla rottura dell'equilibrio che aveva permesso all'infezione di non manifestarsi, rimanendo contenuta all'interno dei canali dei denti.

## Patogenesi
I batteri e le relative tossine e prodotti del metabolismo batterico giungono ai tessuti periapicali attraverso i canali interni del dente, attivando la classica reazione infiammatoria, con liberazione dei relativi mediatori e la successiva reazione vasale (fase sierosa), a cui segue l'arrivo della componente cellulare (granulociti) tramite chemiotassi. Queste cellule, principalmente neutrofili, tramite propria degradazione liberano enzimi digestivi in grado di distruggere i tessuti e le sostanze irritanti (fase purulenta). La presenza di questo materiale purulento comporterà l'aggravamento dei sintomi dolorosi, e la necessità per il corpo di trovare una via di eliminazione per le sostanze irritanti (drenaggio tramite ascesso e fistolizzazione). In mancanza della possibilità di un drenaggio attraverso il dente, si avrà quindi la fase dell'ascesso alveolare acuto. Con la creazione del drenaggio, solitamente la sintomatologia dolorosa tende ad attenuarsi, fino a sparire completamente.

### Complicanze
La formazione di un ascesso alveolare acuto più che una complicanza va vista come la normale evoluzione del processo infettivo, in cui il corpo si attiva per eliminare la fonte dell'infezione, contenendo ed espellendo i batteri responsabili secondo le linee di minor resistenza dei tessuti circostanti. Le sedi di esternalizzazione più tipiche in ordine di frequenza sono quelle del vestibolo della bocca, meno frequentemente sul palato o dal lato linguale della cavità orale, ancor più raramente nel seno mascellare o sulla cute esterna della faccia, prevalentemente in zona mentoniera.
Nel caso meno frequente in cui l'esternalizzazione del processo infettivo avvenga lungo il legamento parodontale del dente responsabile, con la possibilità di una sintomatologia più lieve e un quadro clinico che tende a imitare la patologia parodontale, il permanere della situazione porterà col tempo a una lesione endo-parodontale, in cui l'infezione assumerà la caratteristica di entrambe le forme, con prognosi più incerta per il dente.
Qualora dopo la fase acuta non si proceda all'eliminazione della fonte di irritazione tramite un adeguato trattamento endodontico, il permanere della situazione porterà al quadro della parodontite apicale cronica essudativa, con la formazione di una fistola più o meno stabile, che permettendo il drenaggio dell'infezione limiterà di molto la sintomatologia, anche nel caso frequente di chiusura con riformazione di ascessi che tenderanno poi a riapririsi, in un ciclo irregolare definito ascesso ricorrente.
Un'altra possibile evoluzione in caso di mancato trattamento del dente responsabile tramite adeguata terapia canalare, sarà verso l'infiammazione cronica di tipo iperplastico-granulomatoso. L'arrivo e l'attivazione dei macrofagi e di altre cellule del sistema immunitario comporterà la sostituzione dei normali tessuti del periapice con un tessuto granulomatoso capsulato, che andrà a sostituire la normale struttura di legamento e osso alveolare, allo scopo di arginare lo stimolo irritativo proveniente dall'interno del dente, e si avrà il granuloma apicale. Con il perdurare di questo nel tempo, dai residui epiteliali presenti nel tessuto di granulazione (cellule del Malassez) si possono sviluppare cavità cistiche rivestite da epitelio pluristratificato ripieno di liquido sieroso, che comportano la trasformazione del granuloma a granuloma cistico, e quindi a cisti vera e propria cisti radicolare, e il suo progressivo ampliamento, di solito a lenta crescita.

## Clinica

### Segni e sintomi
La sintomatologia tipica della forma acuta è il dolore vivo allo stimolo meccanico del dente, tipicamente alla masticazione e ancora di più alla percussione, che a seconda del grado dell'infezione potrà essere più o meno forte, fino al limite della sopportazione. A differenza del dolore da infiammazione pulpare (a cui spesso segue temporalmente, per conseguenzialità delle due patologie), che tende a irradiarsi rendendo difficile la localizzazione, quello da parodontite apicale è ben riferito al dente responsabile, per la maggiore capacità propriocettiva del legamento parodontale. L'infiammazione del legamento apicale comporterà spesso una modesta mobilità del dente e una leggera estrusione dello stesso provocando la tipica sensazione di dente più alto, il che comporterà l'inevitabilità del fastidio alla masticazione, per la presenza di precontatto in chiusura. Il dolore è legato alla pressione (tumor) data dall'infiammazione nel tessuto periapicale e tenderà a sparire in conseguenza della velocità ed efficacia con cui l'organismo riesca a creare un drenaggio esterno per lo stesso.

### Esami di laboratorio e strumentali
L'esame radiografico nella parodontite apicale acuta non è quasi mai in grado di individuare direttamente la patologia, ma risulta comunque molto utile per rilevare una patologia cariosa o le tracce di un precedente trattamento enodontico incongruo, possibili fonti originarie del problema. Perché il processo infiammatorio apicale porti a modifiche radiograficamente individuabili (scompaginamento della struttura ossea, comparsa del tipico spazio radiostrasparente) servono infatti tempi abbastanza lunghi, e la sola osservazione possibile nel primo periodo potrà essere un moderato allargamento dello spazio del legamento in zona apicale, osservazione peraltro incostante. Nel caso che in presenza di sintomi di parodontite apicale acuta si ritrovi l'aspetto radiografico della forma cronica, ci si ritroverà quasi sicuramente di fronte a una riacutizzazione della stessa (ascesso fenice).
Per i casi dubbi, risultano fondamentali le prove di vitalità sui denti, per risposta agli stimoli termici o elettrici (pulp test), alla ricerca di un dente non più vitale o in sofferenza.

### Diagnosi differenziale
La diagnosi differenziale dovrà prendere in considerazione altre patologie dentali con sintomatolgia sovrapponibile. Il dolore da pulpite acuta ha caratteristiche differenti, ma la sovrapposizione delle due patologie, che in alcuni casi invece di seguirsi potranno coesistere, in alcuni casi renderà difficile la diagnosi del dente di partenza. Nel caso in cui il drenaggio dell'infezione si sia fatto strada lungo il legamento parodontale, simulando una patologia parodontale in fase avanzata, la diagnosi differenziale avrà importanti conseguenze per il trattamento e per la prognosi del dente interessato.
I sovraccarichi da precontatto o parafunzione (bruxismo) possono a volte portare a un quadro sintomatologico simile a quello delle parodontiti apicali acute. La presenza di faccette di usura potrebbe aiutare a risolvere il dubbio.
Particolarmente complicata è la diagnosi differenziale con la sindrome del dente incrinato nelle sue fasi iniziali, in cui spesso l'unico sintomo che viene riportato è quello del dolore allo stimolo meccanico su un dente spesso interessato da otturazioni di notevole profondità, in cui individuare visivamente un'incrinatura nelle sue prime fasi risulta praticamente impossibile. L'utilità della diagnosi differenziale, comunque molto difficile, dovrà permettere non tanto il mantenimento della vitalità del dente, quanto l'individuazione della necessità di una ricostruzione che impedisca l'ulteriore prosecuzione del cedimento strutturale del dente, che risulterebbe irrimediabilmente perso.

## Trattamento
Il trattamento risolutivo è quello mirato all'eradicazione della fonte di infiammazione presente nei canali del dente responsabile, quindi la terapia canalare. Nel caso in cui l'infezione sia ancora localizzata all'apice del singolo dente, l'apertura iniziale dello spazio endodontico per fornire drenaggio attraverso i canali sarà spesso già in grado di ridurre drasticamente la sintomatologia. Nel caso un drenaggio attraverso il dente non ottenga risultati apprezzabili, un trattamento farmacologico di tipo sintomatico volto a diminuire il quadro dell'infiammazione e soprattutto del dolore correlato può rivelarsi utile (FANS). Nel caso in cui esista il sospetto o siano già comparsi sintomi di diffusione dell'infezione nei tessuti circostanti, in assenza di segni di esternalizzazione, una terapia antibiotica diventa consigliata. Nel momento in cui si sia arrivati a un drenaggio spontaneo dell'infezione, anche nel quadro dell'ascesso alveolare acuto, la terapia antibiotica non viene invece più considerata necessaria.
Nel caso il trattamento canalare tradizionale (ortogrado) sia impedito dalla presenza di strumenti rotti o perni di difficile estrazione nei canali (quindi in un dente già precedentemente trattato senza successo), si avrà l'impossibilità di sfruttare il dente quale fonte di drenaggio. L'infezione andrà trattata esclusivamente con approccio farmacologico, attendendo un eventuale drenaggio attraverso i tessuti (ascesso alveolare acuto). Risolta la fase acuta, si potrà valutare la possibilità di un approccio chirurgico retrogrado (apicectomia). Nel caso il dente responsabile risulti troppo compromesso per sua patologia di partenza (carie eccessivamente destruente) o altri motivi (presenza di ulteriori patologie associate, come una parodontite in stadio avanzato), o perché non strategico per la normale funzionalità (dente del giudizio), l'estrazione diventa la terapia di scelta, da effettuarsi comunque preferibilmente dopo aver risolto la fase acuta.

### Prognosi e follow up
La risoluzione della patologia, sintomi dolorosi compresi, è solitamente molto rapida, una volta messe in atto le procedure terapeutiche necessarie. La prognosi dei denti trattati endodonticamente con le moderne tecniche è molto buona. Il protocollo consigliato comunque prevede un follow-up radiografico periodico a 6 mesi, un anno e ogni due anni circa dall'esecuzione del trattamento canalare, allo scopo di confermare il successo dello stesso.